# Hyposada tritonia
Hyposada tritonia là một loài bướm đêm trong họ Erebidae.